# Kronichthys heylandi
Kronichthys heylandi är en fiskart som först beskrevs av Boulenger, 1900.  Kronichthys heylandi ingår i släktet Kronichthys och familjen Loricariidae. Inga underarter finns listade i Catalogue of Life.